# Assedio di Berwick (1333)
L'assedio di Berwick del 1333 fu uno scontro delle guerre d'indipendenza scozzesi combattuto dal marzo al 20 luglio 1333 a Berwick-upon-Tweed, in Inghilterra. La città di Berwick venne riconquistata dall'esercito inglese al comando di re Edoardo III (al potere dal 1327 al 1377). L'anno precedente, Edward Balliol aveva ottenuto la corona scozzese, supportato dallo stesso Edoardo, ma poco dopo era stato espulso dal suo regno da una rivolta popolare. Edoardo III sfruttò questo fatto come casus belli per invadere la Scozia. L'obbiettivo fu ovviamente innanzitutto la conquistadella più importante delle città di confine, Berwick appunto.
L'assedio inizio nel marzo del 1333. Edoardo III ed il grosso dell'esercito inglese pressava per proseguire l'attacco, mentre sul fronte scozzese un grande esercito si apprestava a portarsi verso la città per levare l'assedio. Dopo manovre senza successo per il posizionamento, sapendo che Berwick era sul punto di arrendersi, gli scozzesi preferirono affrontare gli inglesi ad Halidon Hill il 19 luglio. Berwick dovette quindi capitolare il giorno successivo e passò agli inglesi. Balliol venne reinstallato come sovrano di Scozia dopo aver ceduto parte dei territori scozzesi a Edoardo III come omaggio feudale.

## Antefatto
La prima guerra d'indipendenza scozzese tra Inghilterra e Scozia era iniziata nel marzo del 1296 quando Edoardo I d'Inghilterra (r. 1272-1307) aveva saccheggiato e catturato la città di Berwick come preludio della sua invasione della Scozia. Dopo 30 anni di guerra, il neo-incoronato quattordicenne re Edoardo III d'Inghilterra era sul punto di essere catturato dai suoi nemici dopo il disastro inglese a Stanhope Park. Questo fatto portò i reggenti inglesi, Isabella di Francia e Roger Mortimer, a scendere al tavolo delle trattative. Questi si accordarono per firmare il trattato di Northampton con Robert Bruce (r. 1306-1329) nel 1328 ma questo venne mal visto in Inghilterra al punto da essere soprannominato turpis pax (la "pace turpe"). Alcuni nobili scozzesi, rifiutandosi di giurare fedeltà a Bruce, vennero privati dei loro titoli e dei loro possedimenti e lasciando la Scozia si unirono alle schiere di Edward Balliol, figlio dell'ex re Giovanni di Scozia (r. 1292-1296) che Edoardo I aveva deposto nel 1296.
Robert Bruce morì nel 1329; il suo erede aveva appena cinque anni e venne proclamato re col nome di Davide II (r. 1329-1371). Nel 1331, sotto la guida di Edward Balliol e di Henry Beaumont, IV conte di Buchan, i nobili diseredati si trovarono nello Yorkshire e programmarono un'invasione della Scozia. Edoardo III venne messo al corrente del piano ma ufficialmente lo proibì, scrivendo ai suoi ufficiali di fermare ogni tentativo di invasione della Scozia. La realtà, ad ogni modo, era ben differente: Edoardo III era ben contento di causare problemi ai suoi vicini di stato e per questo inviò delle forze di supporto che giunsero nei porti dello Yorksire alla fine di luglio del 1332. Gli scozzesi sapevano delle intenzioni di Balliol e lo attendevano armati. Il reggente di Davide II, il veterano Thomas Randolph, I conte di Moray, si era preparato degnamente per gli scontri ma morì dieci giorni prima che il nemico salpasse.
Cinque giorni dopo lo sbarco a Fife, gli uomini di Balliol (circa 2000) si scontrarono con l'esercito scozzese composto da 12 000-15 000 uomini in tutto. Gli scozzesi vennero sconfitti nella battaglia di Dupplin Moor. Migliaia di scozzesi morirono, inclusi diversi nobili. Balliol venne incoronato a Scone, luogo tradizionale dove avvenivano le incoronazioni dei monarchi scozzesi il 24 settembre 1332. Da subito Balliol garantì a Edoardo III terre scozzesi per un valore di 2000 sterline tra cui «la città, il castello e la contea di Berwick». Il sostegno di cui Balliol ad ogni modo godeva in Scozia eralimitato e dopo sei mesi il suo governo collassò sotto la sferza dei sostenitori di Davide II che lo batterono nella battaglia di Annan alcuni mesi dopo la sua incoronazione. Balliol trovò rifugio in Inghilterra dove si appellò a re Edoardo III per ottenere assistenza e riprendere il trono.

## Preludio
Berwick, città posta lungo la costa britannica del Mare del Nord, era un insediamento posto a confine anglo-scozzese. In epoca medievale, era il cancello per la Scozia e verso la marca orientale inglese. Secondo William Edington, vescovo e cancelliere d'Inghilterra, Berwick era "così popolosa e un porto commerciale di tale importanza da poter essere chiamata una 'novella Alessandria', le cui ricchezze erano le sue stesse acque". Era la città commerciale più nota della Scozia, in particolare per il commercio della lana. Nel corso dei secoli la guerra tra Scozia e Inghilterra portò sempre Berwick al centro degli scontri, mira di diversi raid, assedi e riconquiste. Le battaglie furono sempre rare nell'area in quanto gli scozzesi preferivano la tecnica della guerriglia al confine con l'Inghilterra. Berwick era stata venduta agli scozzesi da re Riccardo I d'Inghilterra (r. 1189-1199), 140 anni prima di questi scontri, per raccogliere i fondi necessari a sostenere la terza crociata. La città venne conquistata e saccheggiata da re Edoardo I nel 1296 in quella che fu la prima azione significativa della prima guerra d'indipendenza scozzese. Ventidue anni dopo Robert Bruce riprese la città dopo aver corrotto la guardia locale, espellendovi la guarnigione inglese e riconsegnandola alla Scozia. Re Edoardo II d'Inghilterra (r. 1308-1327) tentò di riconquistare Berwick nel 1319 ma abbandonò l'asedio dopo che gli scozzesi ebbero sconfitto i suoi uomini nella battaglia di Myton.

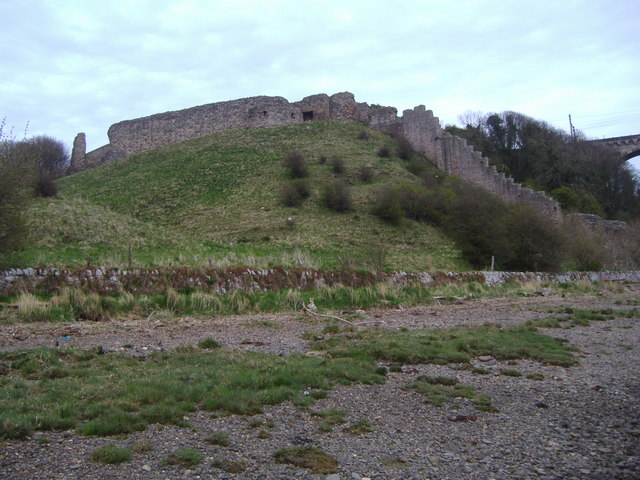
Unasezione delle mura medievali della città di Berwick

All'inizio del 1333, l'atmosfera al confine era tesa; Edoardo III aveva ormai abbandonato tutte le pretese di neutralità, riconoscendo apertamente Balliol quale sovrano di Scozia e preparandosi di conseguenza alla guerra. Il parlamento inglese riunito a York dibatté sulla situazione per cinque anni senza giungere a una conclusione. Edoardo III promise di discutere della questione sia con papa Giovanni XXII sia con re Filippo VI di Francia (r. 1328-1350). Probabilmente per impedire agli scozzesi di prendere l'iniziativa, l'Inghilterra iniziò a prepararsi apertamentw alla guerra, annunciando nel contempo che fosse la Scozia a prepararsi ad invadere l'Inghilerra. In Scozia, Archibald Douglas era tutore del regno per il giovane re Davide II. Suo fratello era sir James Douglas, eroe della prima guerra d'indipendenza. Armi e munizioni vennero predisposti per la difesa di Berwick. Patrick Dunbar, conte di March, comandante del castello di Berwick, aveva recentemente speso quasi 200 sterline per rinforzare le difese locali. Alexander Seton venne nominato governatore di Berwick e responsabile delle difese della città. Dopo che la città era stata saccheggiata nel 1296, Edoardo I aveva fatto rimpiazzare l'antica palizzata in legno con delle mura in pietra che gli scozzesi non erano riusciti a oltrepassare nel 1318. Le mura si estendevano per un totale di 3,2 km ed erano alte 6.7 metri di media. Queste erano protette da delle torri, ciascuna alta 20 metri. Le mura a sudovest erano inoltre protette ulteriormente dal corso del fiume Tweed sul quale passava un solo ponte di pietra che conduceva a un portale in pietra. Il castello di Berwick si trovava ad ovest, separato da un fossato, il che lo rendeva una fortezza indipendente dalla città. Berwick era ben difesa, ben rifornita di provviste e materiali per un assedio, e questo lasciava preludere lunghi combattimenti.

## L'assedio
Balliol, al comando dei nobili diseredati e di alcuni magnati inglesi, attraversò il confine scozzese il 10 marzo. Edoardo III gli garantì la somma di 1000 sterline e lo stesso Balliol ottenne personalmente 700 sterline. Marciò attraverso il Roxburghshire, mettendo a ferro e fuoco Oxnam. Raggiunse Berwick alla fine di marzo. La marina di Edoardo III l'aveva già isolata via mare. Balliol ed i nobili che lo accompagnavano giurarono insieme di non ritirarsi sino a quando Berwick non fosse caduta. Edoardo giunse a Berwick col grosso del suo esercito il 9 maggio, dopo aver lasciato la regina Filippa al castello di Bamburgh a 15 km a sud di Berwick. Balliol era già a Berwick da sei settimane ed aveva iniziato un assedio serrato. Aveva fatto scavare delle trincee, si era preoccupato di provvedere alle risorse idriche per i suoi, bloccandole al nemico e tagliandogli tutte le comunicazioni con l'entroterra. Al terreno circostante venne applicata una politica di terra bruciata, accompagnata dal saccheggio per il sostentamento delle truppe assedianti. L'esercito includeva truppe provenienti dalle Welsh Marches e dalle Midlands. Sul finire del mese, queste forze si erano già riunite a Newcastle mentre la flotta inglese solcava il fiume Tyne. A questi si aggiungevano degli esperti nella costruzione di macchine d'assedio. Trentasette muratori prepararono quasi 700 proiettili in pietra per l'assedio; questi vennero portati via mare da Hull il 16 maggio.

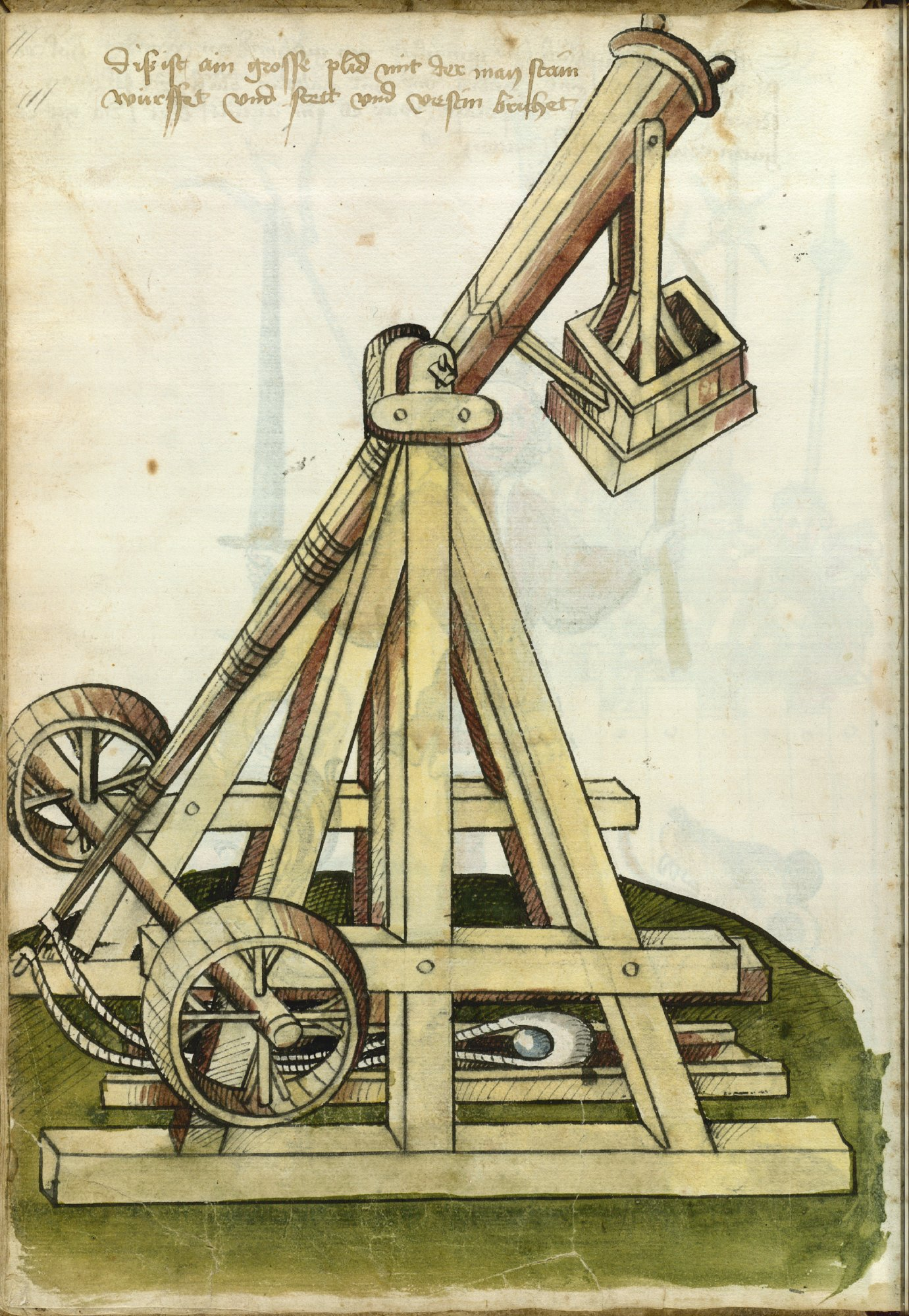
Rappresentazione quattrocentesca di un trabucco a contrappeso

Douglas aveva assemblato un notevole esercito a nord del confine ma la sua inattività stupì lo stesso Robert Bruce che, anziché attendere l'assemblarsi delle truppe, avrebbe preferito che Douglas utilizzasse gli uomini pronti alla guerra per compiere dei raid. Alcuni raid minori vennero effettivamente condotti poi nel Cumberland d Sir Archibald Douglas, ma questi risultarono insufficienti a deviare le forze inglesi dall'assedio di Berwick, ma diedero ad Edoardo III il pretesto per un'invasione su vasta scala.
Con l'arrivo di Edoardo III, iniziò il vero e proprio assalto a Berwick. Questo venne comandato dal soldato e mercante fiammingo Jon Crabb. Questi aveva difeso Berwick dagli inglesi nel 1319, era stato da questi catturato nel 1332 e ora aveva deciso di porre al servizio dei suoi ex nemici le proprie conoscenze per l'assedio. Catapulte e trabucchi vennero utilizzati con notevole effetto. Gli storici sperimentarono nell'assedio anche nuove armi da sparo e lo storico Ranald Nicholson indica che probabilmente Berwick fu "la prima città delle isole britanniche ad essere bombardata con un cannone".
Alla fine di giugno, i difensori gettarono in mare delle zattere composte da cespugli imbevuti di catrame ed incendiati per cercare di respingere il blocco navale inglese e aprirsi un varco nell'assedio. Le navi inglesi risposero incendiando a distanza il villaggio. William Seton, figlio del governatore della città, venne ucciso durante uno di questi assalti. Alla fine del mese, la guarnigione era esausta e l'abitato ridotto in rovina. Gli attaccati chiesero una tregua agli inglesi per far riposare gli uomini. Questa venne concessa da re Edoardo ma a patto che gli assediati si sarebbero arresi se non avessero ricevuto rinforzi entro l'11 luglio. Il figlio di Seton, Thomas, venne tenuto come ostaggio assieme ad altri undici nobili.

## I rinforzi
Douglas si trovò in una situazione molto simile a quella sperimentata dagli inglesi alla battaglia di Bannockburn. Nicholson considera che "Berwick avrebbe potuto essere salvata solo da un'azione immediata". Per questione di prestigio nazionale, Douglas si portò a salvare Berwick esattamente come Edoardo II aveva salvato il castello di Stirling nel 1314. Gli inglesi disponevano di circa 10 000 uomini, la metà di quanti ne avevano i loro nemici scozzesi. Douglas entrò in Inghilterra l'11luglio, l'ultimo giorno disponibile alla tregua di Seton. Avanzò quindi verso est in direzione di Tweedmouth, ma Edoardo III non si mosse dalle proprie posizioni.
Sir William Keith, con sir Alexander Gray e Sir William Prenderguest, guidò una forza di circa 200 cavalieri scozzesi. Con alcune difficoltà, questi riuscirono ad attraversare le rovine del ponte sulla riva settentrionale del fiume Tweed e ad aprirsi la strada verso il centro cittadino. Douglas considerava la città salvata ed inviò a Edoardo III un messaggio chiedendogli di andarsene, minacciando in caso contrario la devastazione dell'intera Inghilterra da parte degli scozzesi. Edoado III si rifiutò e disse inoltre che le regole della tregua erano state infrante e che il villaggio non si era né arreso né era stato salvato. Proprio davanti alle mura della città, il re inglese fece erigere una forca dove venne impiccato l'ostaggio di più alto rango in possesso degli inglesi, Thomas Seton, di fronte agli occhi dei suoi genitori. Edoardo III proclamò che ogni giorno di ritardo nella resa, due ostaggi sarebbero stati impiccati.
Keith, avendo ottenuto il comando della città da Seton, concluse una nuova tregua il 15 luglio, promettendo la resa se non avessero ottenuto ulteriori rinforzi entro il 19 luglio. In ogni caso i termini della resa non sarebbero stati incondizionati: la città sarebbe tornata al regno d'Inghilterra ma sarebbe stato concesso eventualmente a quegli abitanti che lo desiderassero di lasciare la città coi loro beni e le loro proprietà sotto specifico salvacondotto di Edoardo III, come pure tale condizione sarebbe stata garantita a tutti i membri della guarnigione. Le condizioni di resa questa volta vennero accuratamente definite: si sarebbe considerato l'assedio se i combattenti scozzesi fossero rimasti in soli 200 a Berwick, se gli scozzesi avessero cercato di ritirarsi verso nord passando il fiume Tweed o per sconfitta da parte dell'esercito inglese in una battaglia in campo aperto sul suolo scozzese. Alla conclusione del nuovo trattato, a Keith venne concesso di lasciare immediatamente Berwick per portarsi dal tutore di Scozia a comunicargli la situazione e poi fare ritorno a Berwick.

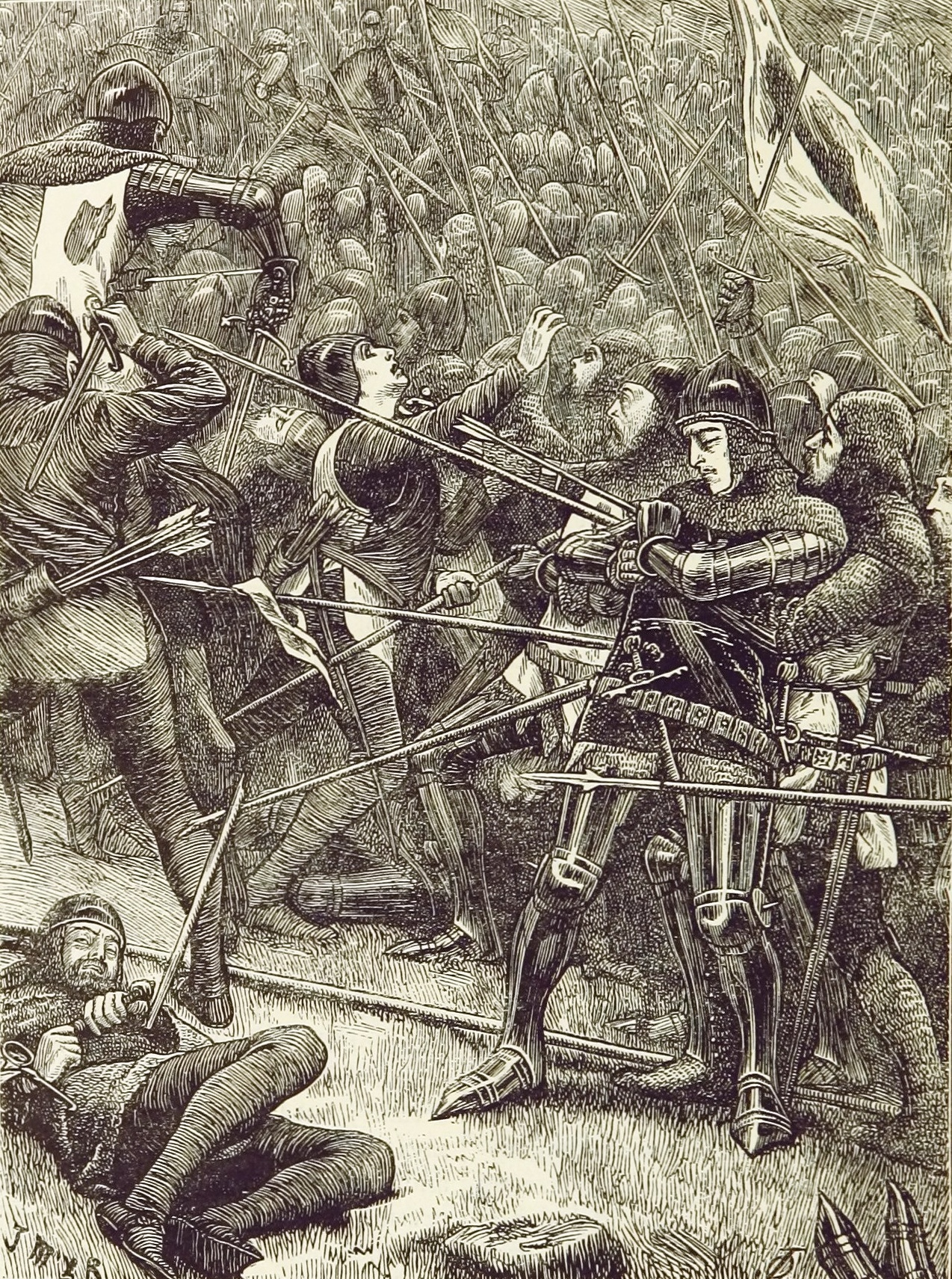
Disegno ottocentesco della carica degli scozzesi a Halidon Hill

Douglas aveva quasi raggiunto nella sua marcia il castello di Bamburgh, dove si trovava la moglie di Edoardo III, e lo aveva assediato nella speranza che questo avrebbe spinto il sovrano inglese a interrompere l'assedio. Nel 1319 il padre di Edoardo III, Edoardo II, aveva interrotto l'assedio di Berwick proprio perché l'esercito scozzese stava avanzando verso York, dove aveva preso residenza sua moglie. Edoardo III ad ogni modo scelse di ignorare l'attacco a Bamburgh. Gli scozzesi ad ogni modo non riuscirono a conquistare la fortezza e si diedero a devastare la campagna circostante, ma anche in questo caso Edoardo III non cedette dalle proprie posizioni. Posizioni le sue armate presso Halidon Hill, una piccola altura a 2 km a nordovest di Berwick, la quale gli conferiva un'eccellente visione sulla città e sulle campagne circostanti. Da questo punto poteva dominare facilmente il corso del Tweed ed avrebbe potuto facilmente attaccare ogni forza che avesse tentato di penetrare a Berwick. Ricevendo notizie di Keith, Douglas comprese come l'unica sua possibilità era quella di scontrarsi direttamente in battaglia con gli inglesi. Attraversando il Tweed ad ovest delle posizioni inglesi, l'esercito scozzese raggiunse il villaggio di Duns, a 15 km da Berwick, il 18 luglio. Il giorno successivo si avvicinò alla Halidon Hill da nord-ovest, pronto a battagliare sul terreno prescelto da Edoardo III. Edoardo III sapeva ad ogni modo di rischiare di trovarsi incastrato tra due forze se la guarnigione della città di Berwick avesse decis di attaccare i suoi con una sortita mentre erano impegnati in campo aperto col nemico e pertanto decise di lasciare buona parte dei suoi uomini di guardia alla città.
Per scontrarsi con gli inglesi, gli scozzesi dovevano avanzare sino ai piedi della collina, in un terreno perlopiù paludoso e in salita. La battaglia di Dupplin Moor dell'anno precedente aveva mostrato quanto gli scozzesi fossero vulnerabili alle frecce inglesi. La prudenza avrebbe imposto di ritirarsi ed attendere il momento giusto per attaccare, ma questo avrebbe potuto portare alla perdita di Berwick. Gli eserciti si scontrarono a mezzogiorno del 19 luglio. Douglas ordinò l'attacco. La Lanercost Chronicle riporta a tal proposito:

In marrone, il territorio ceduto all'Inghilterra da Edward Balliol sulla base degli studi dello storico Sumption.

L'esercito scozzese venne distrutto da numerose perdite, i fuggitivi vennero inseguiti da cavalieri in arme inglesi e sul campo si contarono migliaia di corpi, incluso Douglas e cinque altri conti morti nello scontro. Gli scozzesi che si arresero agli inglesi vennero uccisi per ordine di Edoardo III ed altri ancora annegarono in mare cercando di fuggire. Le perdite degli inglesi furono invero molto esigue: alcune cronache riportano 14 morti, altri 7. Un centinaio di scozzesi che erano stati fatti prigionieri, vennero decapitati il mattino del 20 luglio. In quella data terminava inoltre la tregua di Berwick e la città ed il castello decisero di arrendersi alle condizioni preventivate.

## Conseguenze
Dopo la capitolazione di Berwick, Edoardo III nominò Henry Percy quale nuovo conestabile, con sir Thomas Grey come suo vice. Considerando compiuto il proprio dovere e trovandosi a corto di denaro, il sovrano si portò verso sud. Il 19 giugno 1334, Balliol prestò omaggio ad Edoardo a nome della Scozia, dopo avergli formalmente ceduto otto contee del sudest della Scozia. Balliol governò uno stato "mutilato" da Perth, da dove pure tentò di schiacciare ciò che rimaneva della resistenza al suo governo. Seton a sua volta venne costretto a giurare fedeltà a Balliol. Balliol venne deposto nuovamente nel 1334, restaurato ancora una volta nel 1335 ed infine deposto nel 1336 dai lealisti di re Davide II. Berwick rimase un centro politico e militare degli inglesi al confine sino al 1461 quando tornò nelle mani degli scozzesi che contrattarono con re Enrico VI d'Inghilterra (r. 1422-1461) Clifford Rogers riporta come Berwick "rimase un oggetto di contesa in tutto il medioevo" sino alla sua ricattura finale ad opera di Riccardo, duca di Gloucester, nel 1482.